# Elan Corporation
Die Elan Corporation war ein irisch-amerikanisches Biotechunternehmen mit 400 Mitarbeiten (Stand 2012); Ende 2007 hatte die Firma 2000 Mitarbeiter. Elan hat sich auf Krankheiten des Zentralnervensystems wie Multiple Sklerose, Alzheimer-Krankheit und Parkinson-Krankheit spezialisiert, stellt aber auch Antibiotika her. 
Elan kooperierte mit Biogen, dem nach Genentech und Amgen drittgrößten Biotechunternehmen der Welt. Gemeinsam brachten beide Unternehmen 2005 das MS-Medikament Tysabri auf den Markt, mussten dies jedoch aufgrund eines Todesfall bereits nach kurzer Zeit wieder vom Markt nehmen. Nach der Einreichung gemeinsamer Anträgen zum erweiterten Einsatz von Tysabri im Januar 2013 kaufte Biogen für 3,25 Milliarden Dollar seinem Partner Elan dessen 50 %-Anteil an den Tysabri-Rechten ab und beendete das Kooperationsabkommen. 
Im Bereich der Alzheimer-Forschung arbeitet Elan an Inhibitoren der Gamma- und Beta-Sekretase, welche die Entstehung der Krankheit verhindern könnten. Das Unternehmen ist Mitglied im ISEQ Overall Index an der Euronext Dublin. 
Im Dezember 2013 gab Perrigo den Abschluss der Übernahme von Elan für 8,6 Milliarden US-Dollar bekannt.